# Jüdischer Friedhof (Liberec)
Koordinaten: 50° 46′ 50,5″ N, 15° 3′ 45,3″ O

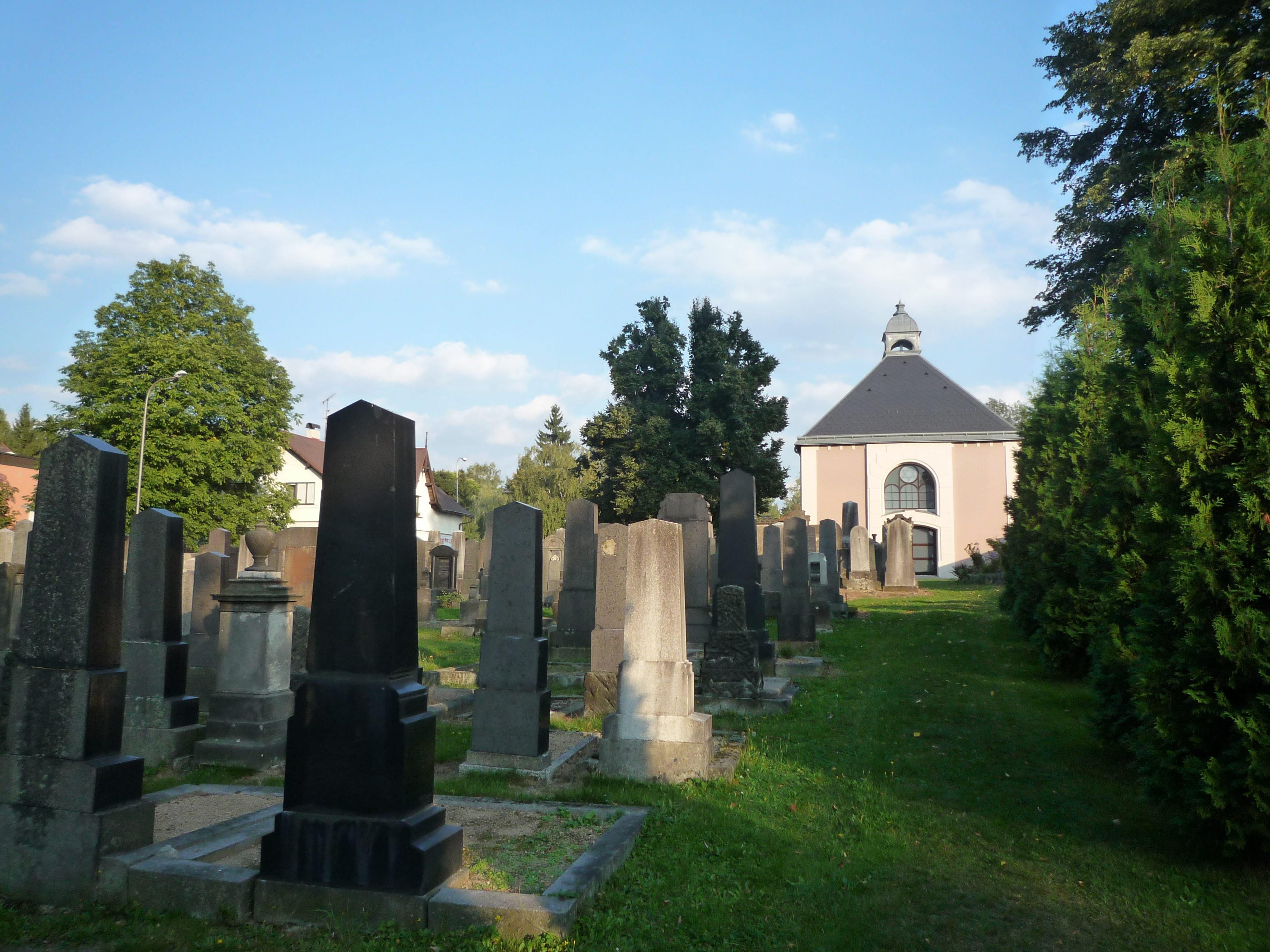
Jüdischer Friedhof in Liberec, im Hintergrund die Trauerhalle

Der Jüdische Friedhof in Liberec (deutsch Reichenberg), dem Verwaltungssitz der Region Nordböhmen (Liberecký kraj) in Tschechien, wurde 1865 angelegt. Der jüdische Friedhof ist seit 1992 ein geschütztes Kulturdenkmal.

## Geschichte
Bis zur Errichtung des eigenen Friedhofs wurden die Verstorbenen der jüdischen Gemeinde Reichenberg auf dem jüdischen Friedhof Turnov bestattet. Das Friedhofsgelände in Reichenberg wurde Ende des 19. Jahrhunderts erheblich erweitert. Der Bau der Trauerhalle wurde im Jahr 1900 abgeschlossen.